# Niletto
Niletto (настоящее имя — Дани́л Серге́евич Прытко́в; род. 1 октября 1991, Тюмень, РСФСР, СССР) — российский певец, танцор. Участник проекта «Песни» на телеканале ТНТ (1, 2 сезон), а также проекта «Русский ниндзя».

## Биография
Родился 1 октября 1991 года в Тюмени. Родители — Светлана и Сергей. У Данила две старшие сестры. Недолгое время проживал в Перми. С семи лет жил и учился в Екатеринбурге. В 2020 году переехал в Москву.
С 9 лет занимался в танцевальной школе. После окончания школы поступил в Уральский государственный лесотехнический университет на инженерно-экологический факультет, но, доучившись до третьего курса, бросил учёбу. Позже работал преподавателем танцев и рабочим на стройке.

### Творчество
В Екатеринбурге с товарищем Андреем Али создал группу, в которой выступал под псевдонимом «Данила Хаски».
В 2018 году он участвовал в шоу «Новая звезда», но не смог дойти до финала. Позже участвовал в первом сезоне шоу «Песни», пройдя 5 туров. Спустя год стал участником второго сезона того же шоу, попав в команду Тимати.
22 ноября 2019 года состоялась премьера видеоработы на песню «Любимка». За сутки видеоклип набрал более 500 тысяч просмотров на YouTube, заняв третью строчку в топе. А трек вошёл в топ-10 популярных песен в «ВКонтакте» и подборку Apple Music. Позже трек занял первую строчку в сервисе Apple Music. За 2 года видеоклип «Любимка» набрал более 312 миллионов просмотров. 16 мая 2020 года выступил на фестивале VK Fest. 22 мая совместно с певицей Zivert выпустил трек «Fly 2». 10 июня вышла дуэтная композиция «Краш» с Клавой Кокой (видео вошло в тренды хостинга YouTube, а сингл — в топы популярных песен во «ВКонтакте» и в Apple Music). В 2021 году сингл «Краш» получил премию «Муз-ТВ» в номинации «Лучшая коллаборация».
Вместе с Niletto выступает его команда, состоящая из 3 человек. Алексей Лутовинов (род. 1998) и Егор Хлебников (род. 1996) — танцоры. Алексей Лутовинов также пишет и выпускает собственные песни под псевдонимом Плутто. Энди Энди (род. 1995) — музыкальный продюсер.
8 ноября состоялась церемония вручения премии MTV Europe Music Awards 2020, где Niletto стал победителем в номинации «Лучший исполнитель по версии MTV Россия».

### Общественная деятельность
6 июня 2020 года Niletto в своём микроблоге опубликовал призыв голосовать за поправки в Конституцию, чем вызвал волну негодования среди поклонников и СМИ. Позже удалил ролик, который оказался частью шоу Comment Out.

## Фильмография
| Год  |    | Название      | Роль       |
| ---- | -- | ------------- | ---------- |
| 2018 | ф  | Бойцовая воля | Рэпер Макс |
| 2021 | с  | Евгенич       | камео      |
| 2024 | мс | Простоквашино | камео      |

## Дискография

### Студийный альбом
- «Криолит»

### Мини-альбомы
- «Хентай»
- And There We Go
- «Ляля»
- «Голос черновиков»
- «Простым»
- «юбилейный 30»

## Награды и номинации
| Год  | Премия                  | Номинация                     | Кандидат/работа | Результат | Ист.          |
| ---- | ----------------------- | ----------------------------- | --------------- | --------- | ------------- |
| 2020 | Премия OK               | Новые лица. Музыка            | Niletto         | Номинация | [ 30 ] [ 31 ] |
| 2020 | MTV Europe Music Awards | Лучший российский исполнитель | Niletto         | Победа    | [ 32 ]        |
| 2020 | Золотой граммофон       | —                             | «Любимка»       | Победа    | [ 33 ]        |
| 2021 | Top Hit Music Awards    | Лучший исполнитель на YouTube | Niletto         | Победа    | [ 34 ]        |
| 2021 | Премия RU.TV            | Лучший старт                  | Niletto         | Победа    | [ 35 ]        |
| 2021 | Премия Муз-ТВ 2021      | Лучшая коллаборация           | «Краш»          | Победа    |               |
| 2021 | Премия Муз-ТВ 2021      | Лучшая песня                  | «Любимка»       | Номинация |               |
| 2021 | Премия Муз-ТВ 2021      | Лучший исполнитель            | Niletto         | Номинация |               |